# Der Dickschädel
Der Dickschädel ist ein französischer Spielfilm aus dem Jahre 1937 von Marc Allégret mit Raimu und der sehr jungen Michèle Morgan in den Hauptrollen.

## Handlung
Der Fahrradhändler Camille Morestan wird als Prozessgeschworener verpflichtet. Die noch sehr junge Natalie Roguin wird des Mordes an ihrem Geliebten beschuldigt. Die Angeklagte beruft sich auf Notwehr, der Revolver mit der für das Opfer bestimmten Kugel habe sich während einer Handgreiflichkeit gegen den Liebhaber gewendet. Während Natalie ihn als sanftmütig, freundlich und treu schildert, tritt eine Prostituierte auf, um von seinen häufigen wöchentlichen Besuchen zu berichten. Monsieur Marinier, der Vater des Toten, erklärt, dass er von seinem Sohn ausgeraubt wurde, um seine Geliebte mit Geschenken zu überhäufen, und erklärt dann, dass er zu Natalie gegangen sei, um von ihr eine Stellungnahme zu erhalten. Natalie bestreitet diese Behauptung. Anschließend begab sich Marinier zum Haus eines Namensvetters. Die Geschichte bleibt auch im weiteren Prozessverlauf verworren, und die Schuld Natalies ist keinesfalls offensichtlich. Und so sieht sich Camille, der titelgebende Dickschädel, genötigt, seine Mitgeschworenen dahingehend zu beeinflussen, die junge Frau für „nicht schuldig“ zu erklären. Die Jury ist in ihrem Urteil gespalten, und da im Zweifel für den Angeklagten votiert werden müsse, so Morestan, solle Mademoiselle freigesprochen werden. Und so geschieht es auch.
Von ihrer Unschuld überzeugt, gibt Camille Morestan nach Prozessende Natalie Roguin seine Kontaktdaten, für den Fall, dass sie in Not geraten würde und seine Hilfe benötige. Tatsächlich meldet sich die junge Frau bald bei ihm, und Morestan stellt sie unter falschem Namen als Verkäuferin in seinem Geschäft ein. Seine Familie belügt er bezüglich Natalies Herkunft. Nun aber beginnen die Probleme: Claude, Morestans Sohn, ist aus Neugier ohne Wissen seines Vaters zum Prozess gegangen, sodass er Natalie im Geschäft wiedererkennt und nicht versteht, warum sein Vater sich derart für Natalie einsetzt. Nach und nach entwickelt sich zwischen den beiden jungen Leuten eine Romanze. Lurette, ein weiterer Prozessgeschworener, hat Bedenken wegen seiner damaligen Entscheidung und vertraut sich Morestan an, der ihn deswegen grob angeht. In der Mitternachtsmesse überrascht Lurette Natalie an der Seite von Camille Morestan und verrät ihre Identität Robert, dem Verlobten von Françoise, Morestans Tochter. Am nächsten Tag bietet Robert Natalie an, fortan ihr „Beschützer“ zu sein.
Die Frau wehrt sich gegen diese Aufdringlichkeit, und ein Wort gibt das andere. Bald kommt es zu Handgreiflichkeiten. Claude Morestan greift ein und jagt Robert davon. Natalie tut es leid, Morestan so viel Ärger verursacht zu haben, und sie beschließt, ihre Koffer zu packen und heimlich, still und leise zu gehen. Claude will ihr folgen und stiehlt, um Natalie zu helfen, Geld von seinem Vater. Camille kommt in diesem Moment dazu und schlägt Natalie im Glauben, sie sei doch nicht so ein Unschuldslamm wie geglaubt und mache jetzt das mit seinem Sohn, was sie womöglich zuvor doch mit dem Prozessopfer gemacht habe, wieder. Natalie verliert dabei das Bewusstsein. Im Glauben, er hätte sie getötet, geht Monsieur Morestan zur Polizei, doch seine Frau, die kurz nach der Ankunft Natalies von (allerdings rasch überwundenen) Eifersuchtsanfällen gequält worden war, holt ihn ein und versichert ihm, dass Natalie lebt.

## Produktionsnotizen
Der Dickschädel lief am 10. September 1937 in Frankreich an, die österreichische Premiere erfolgte am 11. März 1938. In den USA wurde 1940 ein Remake unter dem Titel The Lady in Question hergestellt.
Die deutsche Nachkriegspremiere erfolgte am 21. Februar 1985 im DDR-Fernsehen unter dem Titel Der fünfte Geschworene.
Die Filmbauten stammen von Alexandre Trauner.

## Kritiken
Die in Wien erscheinende Publikation Der gute Film schrieb 1937 anlässlich der bevorstehenden österreichischen Premiere: „Ausgezeichnet sind alle Fäden der Handlung auf die Gestalt des Helden zurückgeführt, alle Züge seines Charakters sind in klaren Umrissen gezeichnet und begründet. Regie und Buch haben Vorzügliches geleistet, die Handlung läuft reibungslos ohne die geringste Unwahrscheinlichkeit ab. In vielen knappen Bildern arbeiten Regie und Photographie zusammen, um die Charaktere zu vertiefen. (…) Hervorragend ist die Darstellung vor allem der Hauptrolle, Raimu weiß durch menschlich einfühlsames, schlichtes Spiel den achtbaren Bürger und sympathischen Menschen zu gestalten.“
Im Lexikon des Internationalen Films heißt es: „Etwas melodramatischer, aber gut erzählter und exzellent gespielter Film.“